# La finta semplice
La finta semplice (título original en italiano que se ha traducido al español de diversas maneras, La ingenua fingida, La falsa ingenua o La crédula fingida) es una ópera bufa (dramma giocoso) en tres actos, con música de Wolfgang Amadeus Mozart y libreto en italiano de Carlo Goldoni, adaptado por Marco Coltellini. Lleva por número KV 51. En el último catálogo Köchel: K6 46a.

## Historia

### Composición
Esta ópera fue una especie de fracaso en la carrera de Amadeus Mozart, en medio de una infancia caracterizada por el éxito y el estrellato. La idea de la ópera surgió de un comentario del emperador José II al padre de Amadeus Mozart, Leopold durante una visita realizada a la capital imperial de Viena por la familia Mozart (1767–1769).  El emperador sugirió a Leopold que Wolfgang escribiese una ópera para que se representara por la compañía de ópera imperial.  Leopold asumió la sugerencia como una petición en toda regla, y puso a Wolfgang a trabajar en La finta semplice--sin tomar la precaución de obtener un contrato legal. 
Amadeus Mozart compuso la música usando el modelo de comedia comenzada por Philippe Destouches con La fausse Agnès, ou le Poète campagnard (1734). La forma del libreto incluye la introducción, un dúo y tres finales. 
Sin embargo, cuando la ópera estuvo terminada, no llegó a estrenarse en Viena en 1768. Al parecer a los intérpretes les disgustaba, y una serie de intrigas al final impidieron que se representase. Leopold estaba enfadado y escribió una larga carta de protesta al emperador. Existió polémica desde el principio, al haberse escogido a un compositor de doce años. Hubo obstruccionismo por parte de compositores vieneses, sospechando Leopoldo que se trataba de Gluck a la cabeza de los cantantes y de la propia orquesta, quienes se negaban a ser dirigidos por un niño. El emperador hizo que se investigase, pero el resultado fue que la ópera no se produjo. La familia Mozart abandonó Viena con La finta semplice sin estrenar. 
El episodio de Viena fue evidentemente bastante dañino para la carrera de Mozart. Durante la visita a Viena, la madre de José II, la emperatriz María Teresa, desarrolló una idea muy negativa hacia la familia Mozart.  La emperatriz era un pariente importante de un buen número de monarcas y aristócratas que podían haber estado en posición de ofrecer un cargo permanente a Mozart. Esto es lo que ella escribió (el 12 de diciembre de 1771) a un potencial empleador, su hijo de diecisiete años Fernando, gobernador imperial de Milán.
Me pides que contrate al joven salzburgués para tu servicio. No sé por qué, no creo que tengas necesidad de un compositor o de personas inútiles.  Si no obstante te gustara, no tengo deseos de estorbarte. Lo que digo es sólo para que evites implicarte con personas inútiles y dando títulos a ese tipo de gente. Si están a tu servicio degrada ese servicio cuando estas gentes se van a recorrer el mundo como mendigos. Además, tiene una gran familia.
Fernando, que conoció a Mozart como consecuencia de su viaje italiano y estaba interesado en contratarlo, siguió el consejo de su madre. En otros lugares de Italia, Mozart recibió una recepción muy fría de otro Fernando, el rey de Nápoles; Melograni tiene la hipótesis de que pudo haber recibido una crítica negativa de la emperatriz a través de su esposa, la hija de María Teresa llamada María Carolina.

### Representaciones
Al final, no se representó en Viena, sino en su ciudad natal de Salzburgo, bajo los auspicios del patrón de Leopold, el príncipe arzobispo Schrattenbach, el 1 de mayo de 1769, si bien no está completamente acreditado. 
Después de esa primera representación, la ópera cayó en el olvido. En 1921, Anton Rudolph publicó la versión alemana, con el título de Die verstellte Einfalt (La fingida simpleza), versión en la que se repuso el 2 de octubre de ese mismo año en Karlsruhe. En 1983, se representó en el Festival de Salzburgo, en la versión de concierto.
Esta ópera se representa poco; en las estadísticas de Operabase aparece la n.º 214 de las óperas representadas en 2005-2010, siendo la 31.ª en Austria y la decimoséptima de Mozart, con 13 representaciones en el período.

## Personajes
| Personaje                                                                                                | Tesitura     | Reparto del estreno, 1 de mayo de 1769 (Director: – ) | Reparto pretendido, 1768 (Viena) |
| --- | ------------ | ----------------------------------------------------- | -------------------------------- |
| Fracasso, capitán de las tropas húngaras acuarteladas en la región de Cremona, vive en casa de Cassandro | tenor        | Joseph Meissner                                       | Filippo Laschi                   |
| Rosina, su hermana, una baronesa, que se finge sencilla e ingenua                                        | soprano      | Maria Magdalena Lipp                                  | Clementina Baglioni              |
| Cassandro, rico terrateniente de Cremona, un tiránico solterón misógino                                  | bajo         | Joseph Hornung                                        | Francesco Carattoli              |
| Polidoro, su tímido hermano menor, también solterón                                                      | tenor        | Franz Anton Spitzeder                                 | Gioacchino Caribaldi             |
| Giacinta, Jacinta, hermana de Cassandro y Polidoro, ya no es joven                                       | mezzosoprano | Maria Anna Braunhofer                                 | Teresa Eberardi                  |
| Simone, sargento de Fracasso, enamorado de Ninetta                                                       | bajo         | Felix Winter                                          | Domenico Poggi                   |
| Ninetta, doncella de Jacinta                                                                             | soprano      | Maria Anna Fesemayer                                  | Antonia Bernasconi               |

## Argumento
La historia tiene lugar en una finca cerca de Cremona, a mediados del siglo XVIII. 

### Acto I
Dos hermanos solterones, Cassandro y Polidoro, viven con su hermana pequeña, Jacinta. En su casa se hospeda Fracasso, un oficial húngaro de las tropas que están acuarteladas en la región. Fracasso conquista a Jacinta. Sus hermanos Cassandro y Polidoro se oponen al matrimonio. 
La ópera se inicia con un cuarteto de los personajes Jacinta, Fracasso, Ninetta y Simone, jóvenes y enamorados. Fracasso y Simone se hospedan en casa de Don Cassandro, que se presenta como un solterón misógino, vanidoso, egoísta, rico y avaro. 
Para conseguir que Don Cassandro consienta en las bodas, se busca el modo de que él se enamore de Rosina, la hermana de Fracasso, que está con ellos para disfrutar de vacaciones junto a su hermano. Rosina se presenta disfrazada de sencilla joven campesina, la “ingenua fingida”.
Gabinete en casa de Don Cassandro. Don Polidoro es un personaje bobo y bueno, que se deja tiranizar por su hermano mayor; se enamora de Rosina en cuanto la ve, y le propone casarse con ella, le escribe notas, le ofrece dinero. Don Cassandro, engañado por Rosina, le regala un anillo y para no perderlo de vista, invita a la "ingenua fingida" a alojarse en su casa.

### Acto II
Salón de Don Cassandro, iluminado. En el curso de una fiesta se encienden los ánimos. Rosina juega con sus pretendientes y dice que ama a los dos. Don Cassandro se adormece embriagado y ella le devuelve el anillo. Cuando se despierta, tiene un enfrentamiento con Fracasso, a causa del anillo.
Se produce una nueva intriga: Simone lleva a Jacinta, seguida de Ninetta, a un escondite, pero hace saber a los hermanos que su hermana se ha escapado con todos sus bienes. Ellos le prometen, a él y a Fracasso, consentir la boda con quien la encuentre. 

### Acto III
Camino en el campo. Fracasso y Simone vuelven con Jacinta y Ninetta, y revelan las intrigas. Don Cassandro perdona a todos y consiente las bodas.

## Valoración musical
- Instrumentación original

La orquesta consiste en cuerda, dos flautas, oboes, cornos ingleses, fagots,  trompas, corni di caccia y bajo continuo. 
- Libreto

El libreto La crédula fingida es obra de Carlo Goldoni, adaptado por el poeta teatral de la corte, Marco Coltellini. Ya anteriormente este libreto había sido musicalizado por Salvatore Perillo (1764).
- Estructura musical

Como Obertura de esta ópera, Mozart seleccionó su Sinfonía n.º 7 en re mayor, KV 45 —compuesta el 17 de enero de 1768—, con un reajuste musical del andante y la omisión del minué. 
De las piezas vocales de esta ópera, destacan: 
N.º 2: Troppa briga a prender moglie (Simone)
N.º 8: Ella vuole ed io vorrei (Cassandro)
N.º 9: Senti l’eco ove t’aggiri (Rosina)
N.º 13: Con certe persone vuol esser bastone (Simone)
N.º 15: Aria de Rosina: Amoretti che ascosi qui siete (con una instrumentación excepcional y una línea de canto que alcanza la expresividad propia de un Mozart más maduro).
N.º 16: Tercera aria de Cassandro: Ubbriaco no son io (destaca la entrada de la orquesta).
N.º 23: Sono in amore, voglio marito (Ninetta)
N.º 24: Che scompiglio, che flagello (Giacinta)
N.º 26 Final con todos: Se le pupille io giro amoresette.
- Valoración

Mozart tenía doce años cuando la compuso. Aborda por primera vez la ópera bufa, drama cómico burlesco con el que comienza la caracterización musical de los personajes. 
Supone "un notable progreso respecto a las precedentes obras de Mozart. Las ideas melódicas empiezan a unirse entre sí con un vínculo más vivo; canto y acompañamiento se funden en un conjunto musical" (Wyzewa y Saint-Foix, citados por Poggi, A.).

## Discografía
Hay una grabación de esta ópera, con dirección de Peter Schreier (1990), con Barbara Hendricks, Ann Murray, Eva Lind, Hans Peter Blochwitz, Douglas Johnson, Siegfried Lorenz, Andreas Schmidt y la Orquesta de Cámara C. Ph. E. Bach (Philips).
Existe una grabación en DVD con dirección de Joaquim Scholmer y con Hartelius, Hamre, Wagner, Ovenden y Turk. Es de Deutsche Grammophon y pertenece a la colección "Mozart 22" grabada en el festival de Salzburgo en el año 2006